# Sabanejewia aurata
Sabanejewia aurata là một loài cá vây tia thuộc họ Cobitidae.
Loài này có ở Albania, Armenia, Áo, Azerbaijan, Bosnia và Herzegovina, Bulgaria, Croatia, Cộng hòa Séc, Hy Lạp, Hungary, Iran, Moldova, România, Nga, Serbia, Montenegro, Slovakia, Slovenia, Thổ Nhĩ Kỳ, Turkmenistan, Ukraina, và Uzbekistan.

## Phân loài
- S. a. aurata, (Biển Caspi, sông Don)
- S. a. aralensis, (Biển Aral)
- S. a. balcanica (Biển Đen và Biển Aegean)
- S. a. baltica (Biển Baltic)
- S. a. kubanica (sông Kuban)
- S. a. radnensis (Transilvania)
- S. a. vallachica (Danube)